# Borg Automotive
Borg Automotive A/S er en dansk industrivirksomhed, der refabrikerer autodele etc. bremsekalibre, turboladere, startere og generatorer, der sælges B2B. De har hovedkvarter i Silkeborg med afdelinger i Danmark, England, Polen, Belgien og Spanien.
Søren Toft Jensen grundlægge virksomheden Elstock A/S i Rudkøbing i 1979. I 1987 blev virksomheden flyttet til Silkeborg. I 1991 åbnede de deres første fabrik i Polen. I 2017 blev virksomheden overtaget af Schouw & Co.. I 2018 skiftede de navn til Borg Automotive A/S.
I 2024 havde Borg Automotive 1.990 ansatte og en årsomsætning på 1,971 mia. danske kroner.